# マジ・マジ反乱
マジ・マジ反乱（英: Maji Maji Rebellion、独: Maji-Maji-Aufstand、スワヒリ語: Fitina ya Maji Maji）またはマジ・マジ戦争(英: Maji Maji war、独: Maji-Maji-Krieg、スワヒリ語: Vita ya Maji Maji)は、1905年から1907年にかけて、ドイツ帝国植民地ドイツ領東アフリカの南部タンガニーカ（現タンザニア）において発生した反乱。植民地政府が現地民に輸出用綿花栽培の強制労働を課したことが原因となり、現地民が蜂起した。「マジ」（maji）はスワヒリ語で「水」を意味し、反乱に参加した現地民の多くはドイツ軍の弾丸を液体に変えてしまうという魔法の水を与えられた（実際にその効力が現れることはなかった）。残党の掃討を含めればその鎮圧に約3年の時間を要し、犠牲者数は植民地政府側の数百人に対して現地民側は数十万人に上ったと推測されている。この反乱によりドイツは植民地経営の見直しを迫られ、その後の植民地統治における行政改革を促す結果となった。

マジ・マジ反乱発生地域（拡大）

## 背景
1880年代のヨーロッパ列強によるアフリカ分割の後、ドイツ帝国は公式に認められたアフリカ植民地に対する支配力を強めた。ドイツのアフリカ植民地にはドイツ領東アフリカ（後のタンガニーカ（タンザニアの大陸部）、ルワンダ、ブルンジおよびモザンビークの一部）、ドイツ領南西アフリカ（後のナミビア）、ドイツ領カメルーン（後のカメルーンおよびナイジェリア東部）及びドイツ領トーゴラント（後のトーゴおよびガーナ東部）があった。その中でもドイツ領東アフリカにおける支配力は当初比較的弱く、アブシリの反乱やムクワワが率いるヘヘ族の抵抗などがあったが、その頃から植民地政府は現地民支配のために厳しく弾圧的な方策を採ることにより領内全域に渡る要塞システムの維持・管理を行っていた。

### 綿花の共同栽培と強制労働

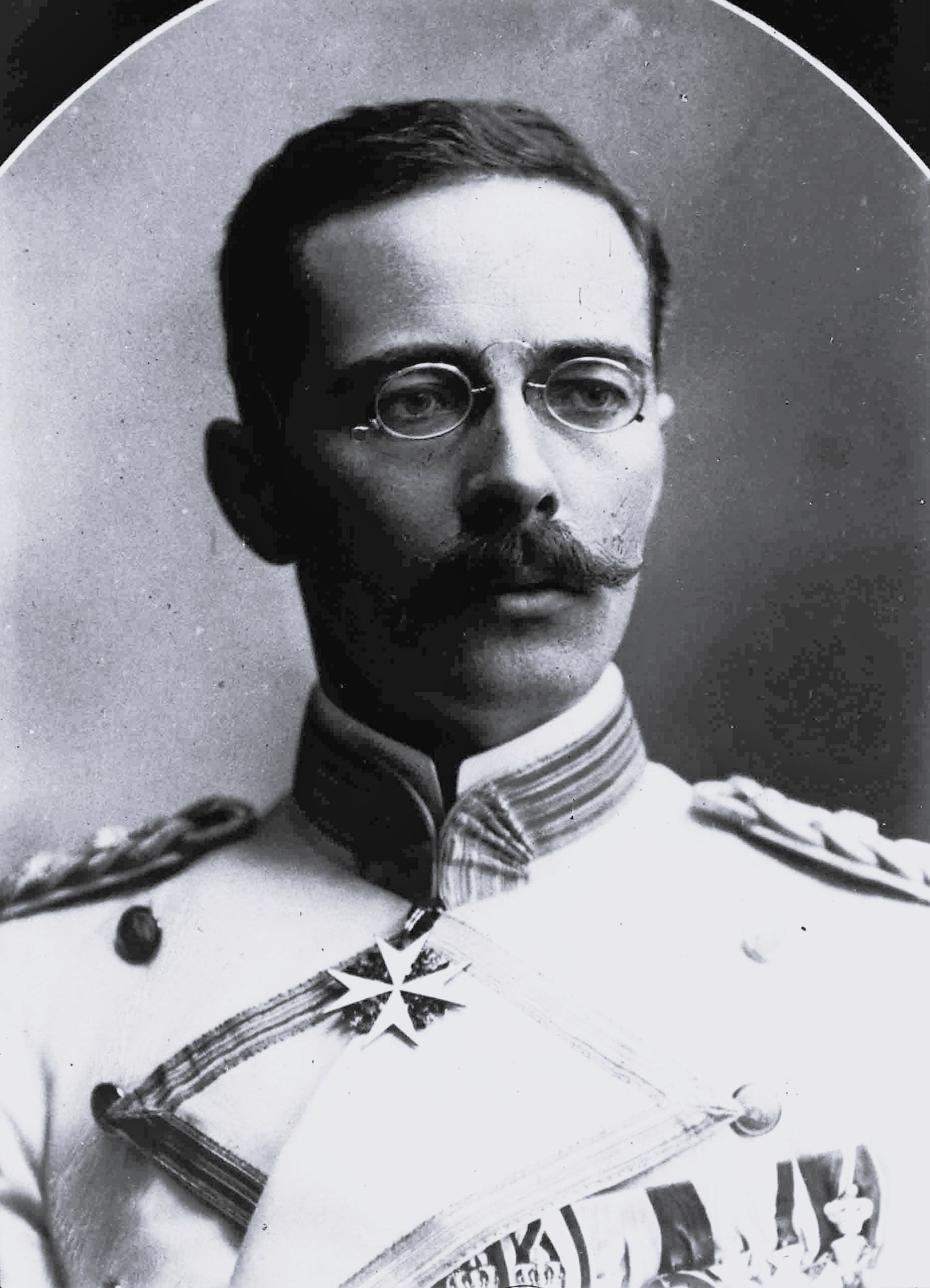
ドイツ領東アフリカ総督フォン・ゲッツェン

1898年、ドイツ植民地政府は人頭税の徴収を始め、道路建設やその他様々な事業において過酷な強制労働を課した。1901年、植民地総督にグスタフ・アドルフ・フォン・ゲッツェンが就任すると、農業を中心とした経済開発に力を入れた。しかし、ヨーロッパ人が多く入植していた北東部では労働力不足に悩まされ、農業生産の拡大ははかどらなかった。1902年、ゲッツェンは換金作物として綿花に目をつけ、南部でその共同栽培を行うことを命じ、村々は共同の綿花畑（プランテーション）を開墾させられた。綿花栽培には村の成人男性が徴用されたが、年間28日と定められていた作業日数はしばしば延長され、少ない賃金で働かされた。この男性徴用は非常に不評で（彼らは自分たちの畑の農作業もしなければならなかった）、多くの村民は単に土地を耕すことを拒否したか、あるいは納付を拒否した。郡長（アキダ）や村長（ジュンベ）は栽培の管理を任され、労働期間の延長を強要するなどの役目を負わされたため人々の怨嗟の対象になった。
これらドイツの政策はただ不評なだけではなく、アフリカ人の生活に重大な影響をもたらしもした。地域の社会構造は急速に変化し、男女の社会的役割もその影響を受け変わって行った。男性は家を出て働かされるようになったため、女性は伝統的に男の仕事だったものの一部を担わされた。それだけでなく、男性の不在は彼らの村での生活・資産に負担を強い、これらは当時の政府に対する多くの敵意を醸成することとなった。1905年、この地域で旱魃が発生すると、それが政府の農業・労働政策への反発と結びつき、7月の反乱勃発の誘因となった。

### キンジキティレ
現地民のドイツ人入植者に対する反感は募っていったが、同時にドイツ人を恐れてもいた。そのような中、ドイツ領東アフリカ東南部、ルフィジ川南岸のマトゥンビ高地に、蛇神ボケロの使者ホンゴに憑依されたと唱える霊媒師キンジキティレ・ングワレ（Kinjikitile Ngwale）が現れ、ボケロや憑依により交信した先祖からによるものとする預言を説き、預言により製法を伝えられたとする、ドイツ軍の弾丸を液体に変えるという“秘薬”を与えた。そしてボケロの言葉としてドイツ領東アフリカの民はドイツ人を排除するよう命じられたと訴え、密かに各部族の団結と反乱勢力の結集を呼びかけた。この“秘薬”は水（マジ）にひまし油と雑穀の種を混ぜたものだった。やがてキンジキティレは自らをボケロと称し、彼に仕える者をホンゴと呼び、彼の元にはドイツ領東アフリカ東南部の多くの人々が巡礼に訪れた。キンジキティレは巡礼者にマジを与え、ホンゴをキンジキティレの教えを伝えると同時にマジを配る使者として周辺各地へ派遣した。1905年中頃にはマトゥンビおよびキチ高地とその近隣のほとんどがキンジキティレの信者となっていた。

## 蜂起
1905年7月、マトゥンビ高地ナンデテ村のマトゥンビ族住民が徴税に反発し綿花の木3本を引き抜いたことにより反乱は始まった。暴徒は周囲の人々を集め、7月30日に現地アキダの住居を襲った。7月31日にはキチ族（Kichi）が沿岸のソマンガ（サマンガ）を襲ってやはりプランテーションの綿花の木を引き抜き、アジア人交易商の集落を焼き討ちして山地へ撤収した。ソマンガ襲撃は当初この事件がマトゥンビの一部の暴動だと軽視していた植民地政府を警戒させた。当時南部には458名のヨーロッパ人警官と588名のアスカリしか配置されておらず、ゲッツェンは200名をキルワ県へ送った。リンケ中尉に率いられたドイツ軍部隊がマトゥンビに攻め込んだが、反乱軍の待ち伏せ攻撃に遭い、その士気が非常に高いことを知らされた。この蜂起はキンジキティレの指示したものではなかったが、反乱はまたたく間に拡大し、6週間後にはダルエスサラームおよびキロサ以南の全域が反乱地域となっていた。キンジキティレの信者達は、藁を額に巻き、（火薬で大きな音を出すだけの）おもちゃのピストル、槍および矢（毒矢も使用）といった、貧弱な武器しか持たずに蜂起したが、人数だけは多かった。反乱が発生してまもない8月4日、キンジキティレは植民地政府により逮捕され、モホロで絞首刑に処された。8月7日、モゴロに集結していたキチ族をドイツ軍のパーシェ大尉が率いる海軍陸戦隊が撃退し、キチ族はルフィジ川沿いでゲリラ活動に移った。8月8日、ドイツ軍はキバタから山地に入りマトゥンビ族が隠した女性や子供、木の上の監視所および待ち伏せ部隊などを徹底的に捜索した。
マトゥンビ蜂起の報を聞いたンギンド族はそれに呼応して動員を命じ、8月13日明け方に3方向からリワレを襲撃、陥落させた。翌日和平を説くために近づいてきたキリスト教宣教師を殺害し、その後沿岸から来たドイツ軍を待ち伏せ撃退した。南ではムウェラ族が蜂起し、渋る住民を強制的に参加させドイツの影響の強かったルクレディおよびニヤンガオへ進撃を開始、それに近隣からの増援が加わった。8月28日にニヤンガオに着いた反乱軍はキリスト教伝道所を襲った。神父は2人のホンゴを射殺し、リンディへ逃亡した。マジは効かなかった。その後反乱軍はルクレディへ向かったが、宣教師は事前に脱出し、マサシで伝道団スタッフを集め190kmを4日間かけて沿岸のミキンダニへ逃れた。反乱軍はルクレディで略奪を働き、その後マサシへ向かったが、この地のヤオ族およびマクア族はまだマジを受け取っておらず、反乱軍をムウェラ族の侵略と見なして敵対した。この衝突で反乱軍側に27名の死者が出た。反乱のニュースはルフィジ川を越えて北のザラモ族に広がった。2人のホンゴの到着を受けたザラモ族はマジを受け取り、反乱に参加した（ザラモ族はボケロではなく、コレロを信仰していた）。8月末には、ダルエスサラーム県南半分のほとんどが反乱地域となった。
伝道所破壊の知らせは8月31日にゲッツェンのもとへ届き、ゲッツェンは兵力不足のため一時的にムウェラからの撤退を命じ、ドイツ本国へ増援を要請した。本国では最初増援を拒否したが、ドイツ皇帝ヴィルヘルム2世はただちに2隻の巡洋艦で海兵隊を派遣するよう命じ、他に遠くニューギニアからも増援部隊が送られた。首都ダルエスサラームでは反乱に対する恐怖からパニック状態になりヨーロッパ人志願兵が毎晩軍事教練を行った。「街にいるすべての現地民は蜂起する準備ができていた … もし彼らがその気になれば」とアフリカ人神父は報告している。9月5日、ゲッツェンはもっとも恐れていたニュースを受け取った。敵から逃れてきた一人のアスカリがキロサに着き、ムブンガ族の軍がイファカラを取り、マヘンゲとイリンガの重要な軍駐屯地が脅かされていると報告した。

### イリンガ

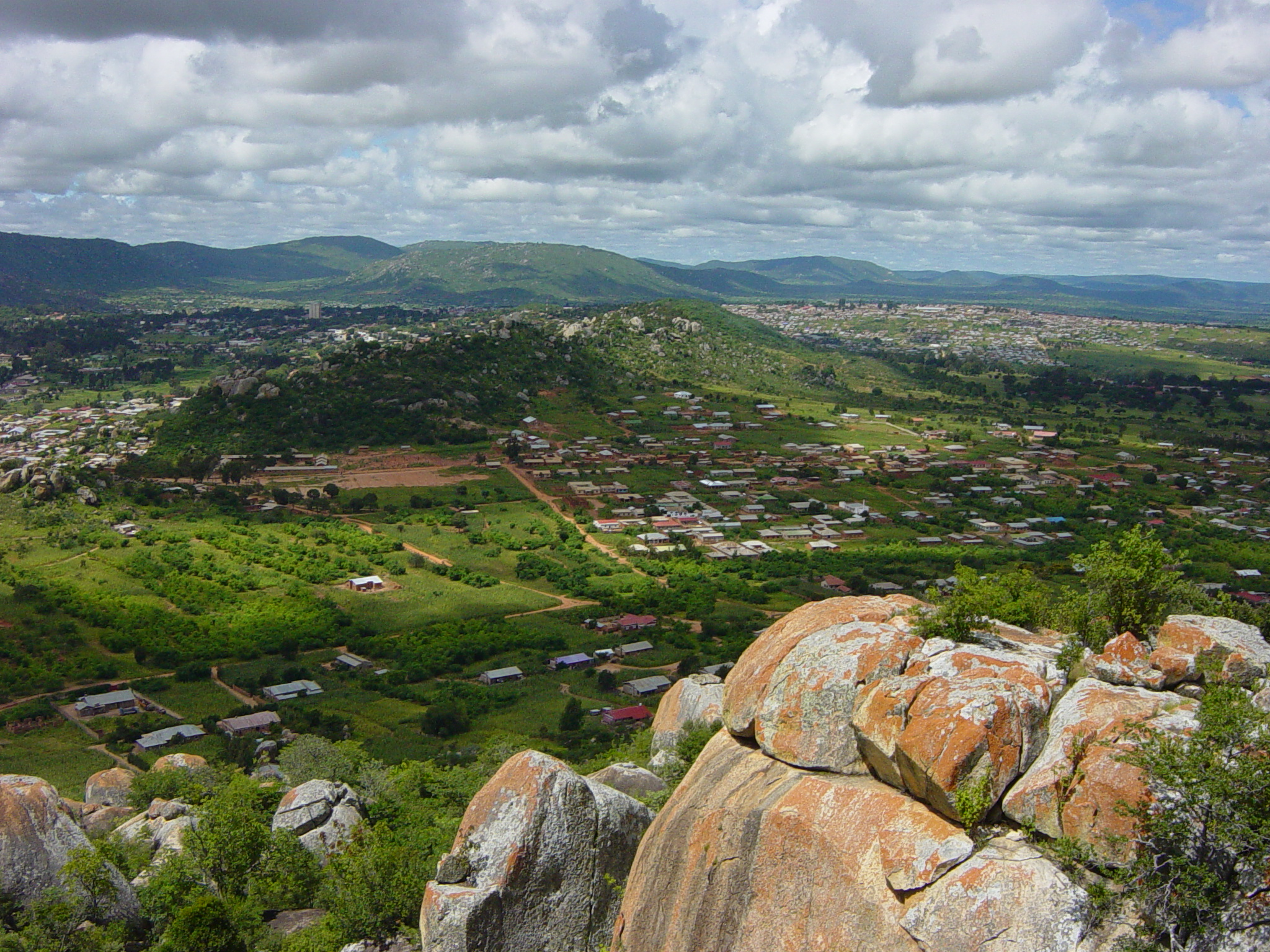
イリンガ

イリンガには、首都の外ではもっとも重要な戦力が置かれ、多くの経験を積んだスーダン人を含む117名のアスカリがおり、ニグマン大尉に率いられていた。ニグマン大尉は、8月24日にイファカラから逃げて来た交易商から反乱のことを聞いたとき、ヘヘ族の反乱参加を防ぐことができれば、反乱の西への拡大を阻止できると判断した。ニグマンは9月3日に75名のアスカリとともにヘヘ族のリーダーたちを説得するために出発した。ヘヘ族はドイツの火力を知っており、反乱した部族を嫌悪し、そしてムクワワの後全体を率いる首長がいなかったため、ドイツ側についた。そのため反乱軍に包囲されたが、9月5日にニグマンにより救出された。その後ニグマンはイファカラ方面に撤退するムブンガ族部隊を確認し、マヘンゲおよびソンゲア方面へ向かった。

### マヘンゲ
8月16日にイファカラはムブンガ族の襲撃により陥落していた。ムブンガ族はボケロを信仰していなかったが、マジのことはよく知られており、強硬派が部族の独立運動を起こすためにマジを利用した。8月16日深夜にムブンガ族の攻撃隊はイファカラの守備隊を制圧し、ドイツの旗を将校の首とすげ替えた。その後彼らはマヘンゲへ向かった。しかし、反乱に反対していた一人の副首長が裏切り、マヘンゲのドイツ軍に投降して襲撃を知らせた。8月23日にその知らせを受けた、マヘンゲ守備隊のフォン・ハッセル中尉は60名のアスカリとともにマヘンゲを出て攻撃隊を待ち伏せ、150名を射殺して撃退した。ハッセルは急いでマヘンゲに帰り、駐屯地を補強し、反乱に同調する疑いのある者を逮捕・絞首刑にした。大規模なンギンド族部隊が南から、1,200名あまりからなる他のいくつかのグループは東からマヘンゲに迫り、8月30日に攻め寄せた。2挺の機関銃を装備していたドイツ軍は進撃してくる敵の多くを射殺し、攻撃隊は散り散りになって逃げた。9月1日に今度はムブンガ族がマヘンゲを攻めた（8月30日の攻撃隊と接触していたかどうか不明）が同様に撃退され、その後数週間に渡りマヘンゲを包囲した。
マヘンゲを包囲していたムブンガ族は周囲を調査し、ニグマン大尉の増援が近づいている事を知り、ニグマン隊を待ち伏せ攻撃した。ニグマンは一旦後退し、迂回して9月20日にマヘンゲに入った。9月23日夜明けに、ニグマン隊はマヘンゲの北からムブンガ軍陣地を奇襲した。攻撃に対する準備ができていなかったムブンガ族部隊は抵抗もせず逃亡した。マヘンゲの守備陣地は孤立したままだったが、ニグマンは3日後にマヘンゲを去った。

## 拡大
大ルアハ川北岸では、ムブンガ族出身の2人のホンゴが反乱を組織していた。ヴィドゥンダ族（Vidunda）の首長はマジを拒否したが、彼の部下の多くはマジを欲し、最終的に蜂起した。彼らはキロサに入り町民を強制的に反乱軍に加わらせ、アジア人の店を略奪し、ドイツ軍駐屯地を攻撃しようとした。ドイツ軍は部隊を召集し反乱鎮圧のため進撃した。戦闘は混戦になり、反乱軍は多くが死にキドディ方面に後退したが、ドイツ軍も撤退したため、ホンゴは勝利を宣言した。その後ウルグルから増援が到着し、反乱軍は途中の村落でも村民を強制的に反乱に加わらせつつモロゴロへ進撃した。
8月13日にリワレが陥落した後、ンギンド族は当時もっとも強力な軍事組織を持っていたンゴニ族を反乱に引き入れるため、マジを持たせた使者を送った。このころ反乱の勢いはピークにあり、他に8月26日にンギンド族がソンゲアから派遣されたドイツ警察隊を全滅させたことなどから、一部に反対意見もあったものの最終的にンゴニ族首長はマジを受け入れた。多くの部族民はマジを受け入れることをためらい、一部のキリスト教徒は武力によって参加が強制され、7名が殺害された。ソンゲアのドイツ軍将校リヒター大尉は8月末にンゴニ族蜂起の報を受け取ると直ちに31名のアスカリおよび25名の補助要員とともにンゴニ族拠点の一つウウェレカの制圧に向かい、9月3日に攻撃をかけた。ウウェレカではまだマジを配っている最中であり、反乱軍は突然の攻撃に驚いた。槍を装備しマジを飲んだンゴニ族戦士はドイツ軍に突撃したが1人のアスカリを殺しただけで200名が殺され、敗退した。リヒターは直ちにソンゲアに帰り、6週間に渡り守備についた。その間に反乱はさらに南のンゴニ族地域に広がり、マテンゴ族およびニヤサ族からも少数が参加した。9月初めにアラブ人交易商の集落を攻撃して失敗した。その後5,000名からなるンゴニ族攻撃隊がソンゲアに向かったが、この時点で既にマジへの信用は失われており、兵の士気は落ち込んでいた。攻撃隊はソンゲア攻撃のために1ヶ月の準備期間を設けたが、その遅れがドイツ軍を助けた。10月17日にニグマン大尉はソンゲアに向かい、10月21日にンゴニ族攻撃隊に接近したとき、ンゴニ族戦士は寝ており、歩哨も立てていなかった。夜明けとともにドイツ軍の攻撃が開始され、ンゴニ族攻撃隊は守備することもなく逃げ散った。
ンギンド族はまた南高地のパングワ族、ベナ族にもホンゴとマジを送った。パングワ族はミロの伝道所を襲撃し（宣教師は解放した）、マジを拒否したキチ族を襲った。ベナ族の地域ウベナでは、ドイツについたヘヘ族などとの内戦状態になった。9月19日にベナ族は3,000名でヤコビのキリスト教伝道所を襲ったが、伝道所は強固に守備されており、襲撃隊は30名の死者を出して敗退した。翌日、キリスト教徒は『われらが神はかたき砦』を歌いながら撤退した。ヤコビが放棄された後、ベナ族はヤコビや周囲で略奪を働き、キリスト教徒や女性を殺害した。その後、サング族がドイツ側についたことにより小康状態となった。
実際に戦闘は発生しなかったが、反乱の噂はタボラ、ムワンザやムソマまでも広まり、各地で緊張が走った。「ボケロの目」デザインの衣装が1905年12月にダルエスサラームで売り出され、マジマジダンスはほどなく南部で人気になった。

### マジの効果とその変化
キンジキティレのもっとも重要な教えは諸部族の団結であり、それまでの反抗ともっとも異なる部分だった。マジとそれを運んだホンゴを通して部族は団結し、ニヤンガオやマヘンゲ攻撃につながった。これら南部地域では、マジは単にヨーロッパ人に対する兵器ではなく、社会的動乱の潜在的な触媒だった。タンガニーカ南東部および南部の人々は別々の言語および文化グループに属していたがお互いに交流し、リーダーに従うときに部族制は存在しなかった。ただし部族間のボーダーがなくなったわけではなく、部族ごとでグループを組み、混成することはなかった。ホンゴは精神的だけでなく軍事的にもリーダーシップをとった。マジはホンゴが運んだのみならず、マジを受け取った部族から他の部族へ運ばれもした。それはホンゴ、ボケロ、そしてキンジキティレさえも知られていない地域に広がり、そこではそれらの意味も変わった。ンガランベでは本来の意味で、ホンゴはキンジキティレが憑依した霊を意味した。後にホンゴはキンジキティレの助手の肩書きとして使われた。ウンギンドでは、ホンゴはマジを運び、配る専門家を意味した。ウムウェラでは、マジを配る首長の誰をもホンゴと呼んだ。ウムブンガでは、ホンゴはマジを飲んだ戦士を意味した。ウズングワでは、反乱全体をパホンガと呼んだ。後になって、キロサでは本来の意味は完全に失われ、反乱運動は現地の言葉で“突き刺す”ことを意味するホマ＝ホマと呼ばれた。これらの地域ではそれはもはや重要なことでは無く、今度はマジはその霊的な権威よりも単にその効能による兵器として扱われた。多くの部族間の協力関係は続いたが、1905年8月末には、既にその関係は崩れ始めていた。マジは（特に戦場において）その効果を発揮することはなく、信仰は疑念に変わった。人々がマジは無意味だと確信したとき部族団結のムーヴメントは終わりを告げ、反乱は部族単位の抵抗運動になり、多くはテロに走った。
ホンゴがマジを持って訪れた地域すべてが反乱に参加したわけではなかった。ヤオ族は部族間の対立から反乱に与せず、マコンデ族にマジが届いたとき、北マコンデは反乱軍に参加したが、ヤオ族の影響の強かった南マコンデはマジを拒絶した。ポゴロ族は組織力が弱く、マジを受け入れた者と拒否した者とで分裂した。ムクワワの死後、部族を統率する首長のいなかったヘヘ族はドイツ側についた。キワンガ族はマジを受け取る前に反乱を知り、近隣との関係や打算によりドイツ側についた。

## 鎮圧
1905年10月末にドイツから1,000名の正規軍が到着した。ゲッツェンはこれで南部で攻勢をとることができ、治安を回復できると思った。
ゲッツェンは3個遠征隊を編成し、反乱軍の駆逐とともに反乱地域の村の家屋や畑を破壊し、飢餓をおこさせるよう指示した。ヴァンゲンハイム大尉はキロサからイリンガを経由し1906年3月にマヘンゲに達した。シュライニッツ少佐はヴィドゥンダ山地を占領した。ヨハネス少佐はンゴニ族、ベナ族、およびパングワ族に対する作戦のため11月29日にソンゲアに達した。彼らの目的は反乱参加者を投降させることであり、その条件として、武器および『首謀者と妖術師』の引き渡し（通常処刑された）、そして一人につき4シリング相当の賠償を払い労働賦役に就くこととされた。ヴァンゲンハイムは10月22日の報告の中で、「私の意見では、飢えと貧困だけが最終的な服従をもたらすことができる。軍事行動による直接的効果は多かれ少なかれ大海の一滴にすぎない」と述べている。
一方、反乱軍は各地で食糧を押収し、耕作するための安全な根拠地を探した。1906年になると、彼らの主な手段はドイツ軍を避けたゲリラ戦になった。飢餓、食糧押収、および両軍の残虐行為により、その頃には一般の反乱参加者は降伏を望むようになったが、降伏は死を意味する強硬派のホンゴおよび過激派のリーダーは恒常的な捜索と市民集団による圧力がなければ捕えることが出来なかった。
最初にザラモ族が降伏した。何人かの首長は討伐を逃れたが、11月18日までにザラモの抵抗は終了した。逃亡した首長の一人キバシラは1906年3月に逮捕され、ダルエスサラームでマンゴーの木に吊るされた。
南部のルクレディでは、伝道所を襲撃したときのマジの失敗により、ムウェラ族、マクア族、およびマコンデ族の信頼関係はぐらついていた。マクア族は嫌々反乱に参加したこともあり、1905年10月に離脱、故郷に帰った。マコンデ族は伝道所襲撃後、ムウェラ族との接触を失い、彼らの本拠の奥深い低木地帯で防衛戦を戦ったが、のちに裏切りによりリーダーが処刑され、ドイツに協力したヤオ族は旧来の敵であるマコンデ族から捕虜をとり、財産を押収した。残ったムウェラ族は12月1日に2,000名でングフルのドイツ軍キャンプに対して夜襲を敢行した。眠っていたドイツ軍アスカリをナイフで殺し、ドイツ軍アスカリが反撃に出ると、ムウェラ族の部隊は繰り返し突撃して81名の損害をだし撃退された。生存者はその後ゲリラ戦を行ったが、ムウェラ族の一般人の多くがドイツに投降し、1906年1月29日、ドイツ軍はリンディ県での反乱終結を宣言した。
キチ族は1905年10月までにその多くが投降し、強硬派の大部分はマトゥンビ族と合流するため山地へ撤退した。10月27日および11月14日、彼ら合同軍はキバタのドイツ軍キャンプを襲った。2回目の攻撃では1,000名以上でキャンプを幾重にも取り巻き、朝5時に攻撃を仕掛けたが、機関銃により多くが射殺され敗退した。彼らは機関銃の存在を知らず、その射撃音を、武器が尽きて空き缶を打ち鳴らしていると思った。その後ゲリラ戦に移行し、1906年3月初旬に最後の首長が捕縛され、この地の反乱軍は崩壊した。
マヘンゲ周辺では、11月18日にルイパで戦闘が発生した。2,000名のムブンガ族戦士はドイツ軍の機関銃の前に突撃し、300名を失い、多くが溺死して撃退された。1906年3月にヴァンゲンハイム大尉のドイツ遠征軍がマヘンゲに到着した。2ヶ月後、ムブンガ族は数名のホンゴを絞首刑にした後、最後の反乱軍首長が降伏した。
北部のウルグル山地では12月31日、西側の麓で反乱軍はドイツ軍シュライニッツ少佐の部隊の待ち伏せ攻撃をうけた。反乱軍は機関銃の銃撃により散り散りになって逃げた。シュラニッツは周辺にあるものをすべて破壊し、その後のあらゆる建設や耕作を阻止した。1906年7月反乱軍はこの地から撤収し、北部での反乱は終結した。
ソンゲア方面に進撃していたヨハネス大尉は10月21日にンゴニ族の軍を破り、11月2日にンゴニ族の拠点ウンゴニは陥落した。11月29日にソンゲアに到着し、ゲッツェンの「飢餓戦略」を実行した。1906年1月6日に現地反乱軍のリーダーが捕まったことによりソンゲアでの反乱は終了した。1906年1月6日にベナ族およびパングワ族の部隊がルフィジ川を渡河するドイツ軍を待ち伏せ撃退した。その後3月にはウパングワの高地に強硬派のリーダーのほとんどが集まったところをヨハネスの部隊が包囲し、4月2日に攻撃を開始した。高地は陥落したが、何人かのリーダーは脱出した。戦闘後、ドイツ軍アスカリは現地の人々に激しい復讐行為を働いた。

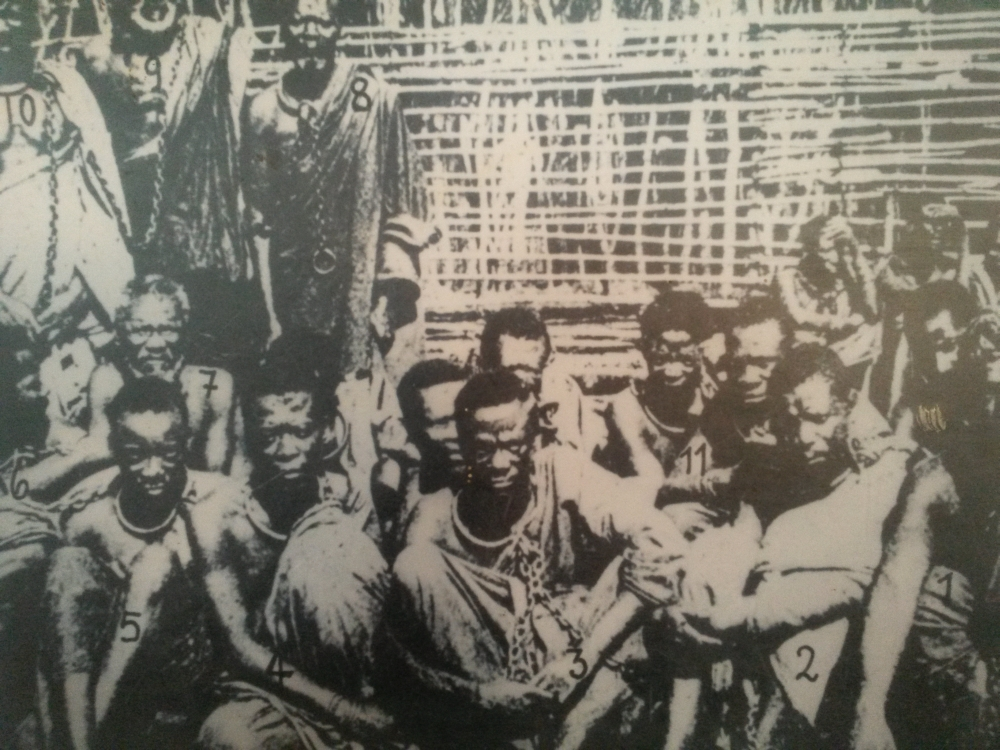
捕縛された反乱の参加者

その他地域でも、反乱は逐次鎮圧され、多くのリーダーたちは捕まるか、逃亡先で殺害されるか、あるいは自害した。南西部で最後まで抵抗しテロ活動を続けたリーダーも1908年5月と7月にそれぞれ射殺され、3年におよぶ反乱は終了した。

## 反乱の余波と解釈
マジ・マジ反乱やそれによる飢饉のため、南部の現地民は多くの人々が死亡したか、あるいは故郷を逐われた。死者はドイツ側が15名のヨーロッパ人、73名のアスカリ、および316名の補助要員だったのに対し、現地民側の詳細は不明であるが、20万から30万人に上ると推測され、おそらく反乱地域の総人口の3分の1に相当したと言われている。ゲッツェンはマトゥンビ族の半数が死んだと考えており、ある宣教師はパングワ族の4分の3以上が死んだと考えている。南ウサンガラでは1906年後半になるとまったく過疎化しており、ウンゴニでは1908年4月まで食物が通常どおり収穫されることはなかった。
反乱のリーダーは多くが絞首刑にされ、ンゴニ族ではそれが支配者階級のほぼ100名にのぼり、一時的に部族統治に問題をきたし、治安が悪化した。絞首刑になる前に多くのンゴニ族首長はキリスト教の洗礼を受け、南部ではキリスト教が急成長した。これは反乱の失敗により民俗信仰が信用を失った結果とされている。
反乱後もドイツ領東アフリカ東南部は戦災および飢饉のため人口が減少した。1930年代の研究では、減少の要因として直接の死に加え、「飢餓が生き残った女性の平均授精率を25%以上減らした」と結論づけている。また、経済的にも戦前の水準に回復するまでに長い時間を要した。それらは現地民の抵抗心を削ぎ、植民地は第一次世界大戦勃発まで平穏を保った。反乱の鎮圧にかかったコストは2千万ポンド相当にのぼるといわれ、対して植民地政府が得たものは2百万ポンド相当にすぎなかったといわれる。反乱の後、ドイツ政府は第一次世界大戦が勃発するまで行政改革を行い、ドイツ領東アフリカはアフリカでもっとも統治の行き届いたヨーロッパの植民地の一つと言われるようになった。
後のタンザニアナショナリストはこの反乱をタンザニアナショナリズムの最初の覚醒例として、外国の支配を受けない国家樹立のため、1人の指導者の下にすべてのタンザニア部族が団結した事例として利用した。しかし後世の歴史家はこの見方に疑問を呈し、反乱を統一した運動と見ることはできず、むしろ多くのさまざまな理由による結果生起したと主張している。また現地民の多くはこの反乱をドイツが来るずっと前から続く長い闘争の一部と見ており、いくつかのグループがドイツと同調したことに言及する。キンジキティレの教えは人々の団結であり、諸部族はしばしばそれを実現したが、彼らの目的は部族規模の小さな独立に戻ることであり、永続的な従属から逃れることだった。反乱が崩壊するとンギンド族はマトゥンビ族を非難し、マトゥンビ族はマジ・マジ反乱をンギンド族の愚行と見なすようになり、他の部族は両方ともを非難した。第一次世界大戦中、ムウェラ族はマヒワでドイツを裏切りイギリス側へ寝返った。
タンザニア独立運動指導者であり初代大統領であるジュリウス・ニエレレは、マジ・マジ反乱の例を常に引用し、その精神を受け継ぐことを促すとともに、その失敗を繰り返さないよう戒めた。
南部ウンギンド台地では、長い飢饉が終わり生き残った人々が故郷に帰ってみると、トウモロコシ畑や綿花プランテーションは低木の森に覆われており、その森にはまもなくサイ、スイギュウあるいはゾウが住み着いた。第一次世界大戦後、その地は世界でもっとも大きな自然保護区の一つ「セルース猟獣保護区」となり、1982年、世界遺産に登録された。
キンジキティレ・ングワレはタンザニアの英雄として人々から尊ばれており、2006年2月にタンザニアのルヴマ州ソンゲアにて、「マジ・マジ反乱100周年記念集会」が催された。